# Военно-академические курсы высшего комсостава РККА
Военно-академические курсы высшего комсостава РККА (ВАК) (или Военно-академические курсы высшего командно-начальствующего состава) — высшее военное учебное заведение РККА (1921—1924 гг.) при Военной академии РККА, предназначенное для ускоренной подготовки высшего командного состава РККА.

## История
В ходе Гражданской войны в России высший командный состав РККА пополнился лицами, не имевшими теоретической военной подготовки. Именно с целью дать этим командирам в ускоренном порядке систематическую военную подготовку и были созданы Военно-академические курсы высшего командно-начальствующего состава (ВАК) при Военной академии РККА на основании приказа РВСР № 1697 от 8 августа 1921 г.
ВАК осуществлял подготовку высших командиров наравне с Военной академией, но только по ускоренной программе и без приёмных экзаменов. Это конечно привело к трениям:

Если бы ВАК существовал как институт, имеющий своей задачей обновление военных знаний комсостава, ранее прошедшего теоретическую школу (академию), то этим самым и обуславливались бы его связь и отношения с Военной академией, а равно и контингент его слушателей. При настоящем положении вещей мы имеем две параллельно существующие высшие военные школы, разница между которыми состоит в том, что в одну принимают только комбригов, комдивов и выше без приёмных испытаний, обучают 9 месяцев и отправляют на ту же работу, какую они вели до поступления на ВАК; в другую же школу принимают и комдивов, и комрот, но с обязательными приёмными испытаниями, с 3-летним курсом обучения и с прохождением службы, по окончании учёбы, с низших должностей. Существует много объективных причин, которые привели к этому положению, но когда в виде его следствия рождается всем известная рознь в среде нашего высшего комсостава, то её следует понимать как опаснейшее явление для нашей армии.— Доклад бюро ячеек военной академии от 18 февраля 1924 г. Вестник Архива Президента Российской Федерации (Журнал “Источник”)
Эти противоречия разрешили приказ РВСР № 709 от 6 июня 1924 г., расформировавший ВАК и приказ РВСР № 1070 от 12 августа 1924 г., создавший взамен Высшие курсы усовершенствования высшего комсостава (КУВК), где обучались командные кадры РККА, предварительно окончившие ВАК или Военную академию или же ускоренный курс при старой Академии генерального штаба.

## Известные преподаватели ВАК
- Верховский, Александр Иванович (1886—1937) — руководитель Военно-академических курсов высшего комсостава РККА, старший преподаватель Военной академии РККА.

## Выпускники
- Выпускники Военно-академических курсов высшего комсостава РККА

## Оценка ВАК
Несмотря на то, что учёба на ВАК была очень короткой, всего 9 месяцев, слушатели принимались без экзаменов и многие из них погибли в ходе сталинских репрессий; среди выпускников ВАК были 22 командарма и комкора, которые впоследствии приняли участие в Великой Отечественной войне.